# Johannes Höhne
Johannes Höhne MSC (* 12. August 1910 in Herbern; † 27. Mai 1978) war ein deutscher katholischer Bischof.

## Leben
Johannes Höhne wurde am 14. März 1937 zum Priester geweiht. Als Missionar wurde er in das Apostolische Vikariat Rabaul entsandt. Dort war der Ethnologe Carl Laufer MSC (1904–1969) sein Lehrer und Sprachlehrer. Am 1. März 1963 wurde er zum Titularbischof von Urima und Apostolischen Vikar von Rabaul ernannt. Am 11. Mai 1963 weihte ihn Joseph Höffner, damals Bischof von Münster, mit Assistenz von Nicolas Verhoeven, Bischof von Manado, und Heinrich Baaken, Weihbischof in Münster, zum Bischof. Am 15. November 1966 wurde das Apostolische Vikariat des Erzbistum erhoben und damit Höhne dessen erster Erzbischof.
Er nahm an den Sitzungen zwei, drei und vier des Zweiten Vatikanischen Konzils teil.

## Ehrungen
- Großes Bundesverdienstkreuz 1970